# Maurice De Waele
Maurice De Waele (Lovendegem, 27 de dezembro de 1896 – Maldegem, 14 de fevereiro de 1952) foi um ciclista belga.
Esteve presente no Tour de France 1927 (2º colocado – classificação geral), Tour de France 1928 (3º colocado – classificação geral) e Tour de France 1929 (campeão – classificação geral).